# Paracenobiopelma
Genre
Paracenobiopelma est un genre d'araignées mygalomorphes de la famille des Barychelidae.

## Distribution
Les espèces de ce genre se rencontrent au Brésil et en Équateur.

## Liste des espèces
Selon World Spider Catalog (version 26, 08/07/2025) :
- Paracenobiopelma gerecormophilum Feio, 1952
- Paracenobiopelma vesca Dupérré & Tapia, 2025

## Systématique et taxinomie
Ce genre a été décrit en 1952 dans les Barychelidae par Feio (d).

## Publication originale
- (en) Feio, « A remarkable arboreal mygalomorpha Paracenobiopelma gerecormophila g. n., sp. n. (Araneae, Barychelidae) », Boletim do Museu Nacional do Rio de Janeiro, Nova Série Zoologia, 1952, vol. 113, p. 1-23.